# Clermont-de-Beauregard
Clermont-de-Beauregard település Franciaországban, Dordogne megyében. Lakosainak száma 123 fő (2022. január 1.). Clermont-de-Beauregard Fouleix, Saint-Félix-de-Villadeix, Saint-Georges-de-Montclard és Saint-Martin-des-Combes községekkel határos.

## Népesség
A település népességének változása:
| Lakosok száma | 102  | 128  | 123  | 113  | 112  | 102  | 105  | 119  | 120  | 123  |
|               | 1968 | 1982 | 1990 | 2006 | 2013 | 2015 | 2017 | 2019 | 2020 | 2022 |